# Cyrtochilum angustatum
Cyrtochilum angustatum es una especie de orquídea.  Las especies de Cyrtochilum han sido segregadas del género Oncidium debido a sus largos rizomas con espaciados pseudobulbo con 3 o 4 pares de largas hoja alrededor de la base, con una inflorescencia con muchas flores de gran tamaño. 

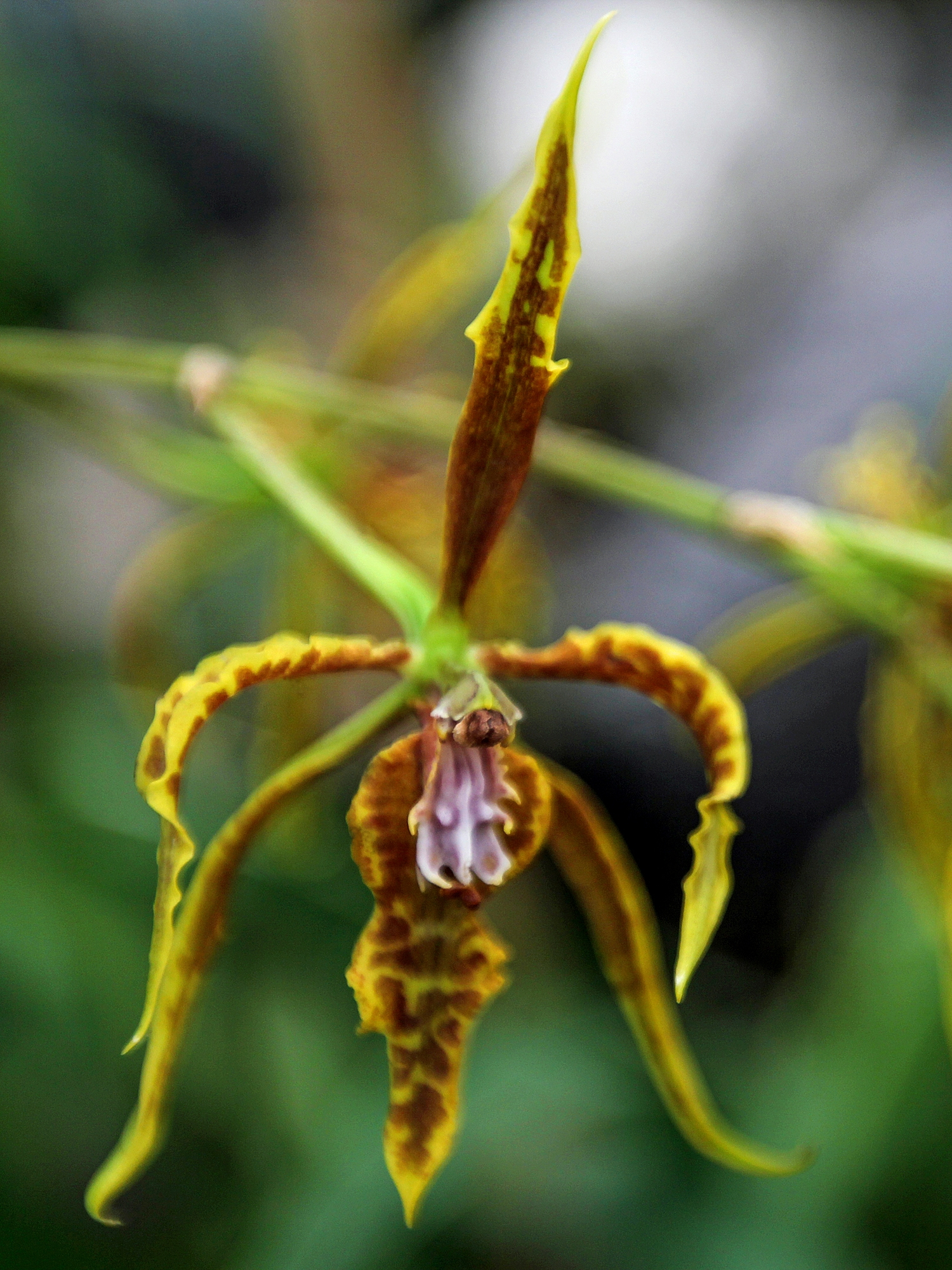
Flor

## Descripción
Son orquídeas de pequeño tamaño con hábitos de epifita, a veces, terrestres  con pseudobulbos en forma de huevo, un poco comprimido lateralmente,  suaves pero longitudinalmente ranurados con la edad, están envueltos en parte por varias vainas, dísticas, imbricadas, dobladas longitudinalmente con la parte superior en apoyo de la hoja y con 1 a 2 hojas, erguidas, extendidas, agudas, lanceoladas, estrechándose a continuación en la base peciolada. Florece en una inflorescencia erecta de 55 cm  de largo, con muchas flores, las inflorescencias ramificadas surgen a través de la axila de una vaina superior de la hoja de un pseudobulbo recién madurado y lleva de 5 a 6 flores.

## Distribución
Se encuentra en el sur de Colombia, Ecuador y Perú a elevaciones de 2.200 a 3400 metros, creciendo terrestres en taludes de carretera y laderas rocosas cubiertas de humus o como epífita en el borde de los bosques.

## Taxonomía
Cyrtochilum angustatum fue descrito por Kunth y publicado en Lindleyana 16(2): 58, f. 3B. 2001.
Etimología
Cyrtochilum: nombre genérico que deriva del griego y que se refiere al labelo curvado que es tan rígido que es casi imposible de enderezar.
angustatum: epíteto latíno que significa "estrechadas"
Sinonimia
- Odontoglossum angustatum Lindl.
- Odontoglossum claviceps Rchb.f.
- Odontoglossum sodiroi Schltr.
- Odontoglossum spilotanthum Linden & Rchb.f.
- Odontoglossum ulopterum Linden & Rchb.f.[4][5]